# Stone et Eric Charden
Ook bekend als Stone & Charden was een Frans muzikaal duo.
De wegen van Eric Charden (Hải Phòng, Vietnam, 15 oktober 1942 – Parijs, 29 april 2012) en Annie "Stone" Gautrat (31 juli 1947) kruisten zich in 1966. Ze trouwden en hadden elk een aparte muzikale carrière, in 1971 besloten ze hun krachten te bundelen en een zingend duo te vormen. Met het lied L'avventura maakten ze furore. Door artistieke en amoureuze spanningen ging het populairste duo uit de jaren 70 elk zijn eigen weg. Ze zongen elk weer solo, maar in de jaren 90 zongen ze opnieuw samen.
In 1963 nam Charden zijn eerste album op: 'J'ai la tête pleine de Provence'. Met zijn tweede album 'Amour limite zéro' (1965) maakte hij naam als liedjesschrijver. Hij schreef ook nummers voor onder meer Sheila, Sylvie Vartan, Johnny Hallyday en Claude François.

## Liedjes
- Laisse aller la musique
- Made in Normandie
- L'amour, pas la charité
- Comme le meunier fait son pain
- La suite de ma vie
- Le prix des allumettes
- Et maintenant si on dansait
- Le seul bébé qui ne pleure pas
- Il y a du soleil sur la France
- J't'ai tout donné
- L'avventura

- MusicBrainz: 7d3f096f-c5f8-4925-88ef-7de172d24742
- Virtual International Authority File: 123314587